# اوزون‌برون
اوزون‌بُرون (به معنی دماغ دراز)  یا تیریج (نام علمی: Acipenser stellatus)، یکی از گونه‌های ماهیان خاویاری (تاس‌ماهی‌ها یا استورژِن‌ها) است که به خاطر تولید خاویار ارزش اقتصادی بالایی دارد. خاویار استحصالی از آن، منبع درآمد ارزی مهمی برای کشورهای تولیدکننده‌است. تیریج نام گیلکی این ماهی است.
دریای مازندران از بزرگ‌ترین منابع ماهیان خاویاری از قبیل فیل‌ماهی - اوزون‌برون (درکون - چهارواش و سیترا به گویش گیلکی ستره) است. این ماهی همچنین در دریای سیاه زیست می‌کند. حدود ۹۰ درصد از خاویار جهان از دریای خزر تأمین می‌شود.

## ریخت‌شناسی
اوزون‌برون دارای بدنی کشیده و دراز است. دارای چشمانی گرد. پوزه ماهی نیز باریک و کشیده‌است. روی لب پایینی و سر ماهی نیز بریدگی به چشم می‌خورد. این ماهی دارای سبیلک‌های کوتاه است. قسمت پهلو و پشت این نوع ماهی، به رنگ سیاه و قسمت شکم ماهی نیز رنگ روشن است.
طول بدنش حداقل ۱۲۳ سانتی‌متر و حداکثر به ۲۴۱ سانتی‌متر می‌رسد. این ماهی دارای ۵ ردیف استخوان است و در پشت ماهی نیز ۹ تا ۱۶ استخوان وجود دارد. یکی دیگر از مشخصات ماهی اوزون‌برون وجود ۹ تا ۱۴ استخوان در ناحیه شکم است. روی بدن ماهی نیز ستاره‌های روشن دیده می‌شود.

## مشخصات زیست‌شناختی

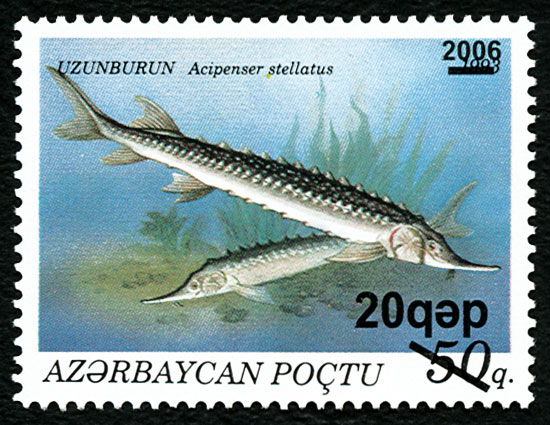
تمبر پستی جمهوری آذربایجان با تصویر اوزون‌برون

اوزون‌برون یک ماهی مهاجر است و اغلب در رودخانه‌های گرم زندگی می‌کند. زیستگاه ماهی دارای بستر ماسه‌ای، شنی و رُسی است که می‌توانند به راحتی در آن حرکت کنند. این ماهی خانه خود را در ۵۰ تا ۳۰۰ متری عمق دریا می‌سازد. دمای آب نیز باید بین ۴ تا ۲۷ درجه باشد.
اوزون‌برون مازندران از نرم‌تنان تغذیه می‌کند. غذای این ماهی بیشتر از ۴۰ سانتی‌متر طول دارد. سگ‌ماهی و گاو ماهی غذای این ماهی است که گاهی طول آن‌ها به ۸۰ سانتی‌متر می‌رسد.
اوزون‌برون مازندران تا یک‌ونیم متر رشد می‌کند و در ۱۲ سالگی نیز به بلوغ می‌رسد که در این سن می‌تواند تخم‌ریزی کند.
این ماهی هر سال دو بار برای تولید مثل آماده می‌شود. زمان تخم‌ریزی این ماهی در دو ماه پایانی فصل بهار است و در دمای بین ۱۲ تا ۱۴ درجه تخم‌ریزی می‌کند. در هر بار تخم‌ریزی، اوزون‌برون ایرانی می‌تواند بین ۱۵ تا ۳۳۳ هزار تخم تولید کند. تمامی فرایند تولید مثل این ماهی در رودخانه انجام می‌شود.

## زیست‌شناسی
اوزون‌برون دریایی به صورت دسته‌جمعی مهاجرت می‌کند که ابتدا وارد رودخانه می‌شوند. از جمله رودخانه‌های ایران که محل زیست این نوع ماهی است می‌توان به رودخانه سپیدرود،بابلرود، سرخ‌رود، کورا، گرگان‌رود و تجن اشاره کرد.
اوزون‌برون دریایی در اوایل شهریور تا پاییز به آب‌های گرم می‌رود و در فصل بهار از فروردین تا خرداد نیز به مناطق سردسیر مهاجرت می‌کند.

## ارزش اقتصادی
اوزون‌برون تازه به دلیل تولید خاویار ارزش اقتصادی زیادی دارد. همچنین گوشت اوزون‌برون تازه دارای ارزش غذایی است. در صنعت تولید چسب نیز از کیشه شنای این ماهی استفاده می‌شود. ۶۰ درصد از خاویار ایران توسط این ماهی تولید می‌شود. در حال حاضر تدابیر زیادی برای حفاظت از ماهی اوزون‌برون صورت گرفته‌است؛ زیرا صید بیش از حد، ساخت‌وساز سد، تخریب رودخانه، آلودگی رودخانه‌ها و … موجب کاهش جمعیت این ماهی شده‌است.
در ایران تلاش زیادی شده‌است تا این ماهی به صورت پرورشی تولید شود که برای اولین بار تخم اوزون‌برون از ماهی‌های پرورشی به‌دست آمده‌است.
اوزون‌برون ایرانی با طول ۱۲۲ سانتی‌متر می‌تواند تا ۱۰۷۰ گرم خاویار تولید کند.
در حال حاضر در ایران، اوزون‌برون به صورت پرورشی تولید و نگهداری می‌شود و تلاش شده تا عمده خاویار از این نوع ماهی تهیه شود. در این صورت اوزون‌برون ایرانی که در رودخانه زیست می‌کند، با انقراض مواجه نمی‌شود.

## ارزش غذایی
ماهی اوزون‌برون دارای ارزش غذایی بالایی است. به‌طوری‌که دارای ۱۷٫۸ درصد پروتئین، ۹٫۵ درصد چربی و ۷۱٫۷ درصد رطوبت است.
نوع اوزون‌برون پرورشی دارای ۲۱ درصد پروتئین، ۱٫۴ درصد چربی و ۷۶٫۸ درصد رطوبت است. تخم اوزون‌برون دارای ارزش غذایی و اقتصادی زیادی است. طبق تحقیقات انجام شده میزان پروتئین گوشت اوزون‌برون پرورشی نسبت به اوزون‌برون دریایی بیشتر است و میزان چربی آن کم‌تر است. طرز تهیه اوزون‌برون متفاوت است و هر کس طبق تجربه می‌تواند یک غذای خوب از اوزون‌برون تهیه کند. طرز تهیه اوزون‌برون را می‌توان با در نظر گرفتن علائق نسبت به ترش یا شیرین بودن آن انجام داد.

## خطر انقراض
این ماهی در گونه ماهیان در حال انقراض است و همین امر دولت ایران را برای تصمیم‌گیری جدی در این مورد واداشته‌است. دریای خزر بیش از ۹۳ درصد خاویار جهان را تأمین می‌کند که بهره‌برداری بیش از حد نیز به نسل ماهی‌های خاویار آسیب جدی وارد کرده‌است.
گوشت اوزون‌برون تازه اغلب به صورت کبابی مصرف می‌شود که نسبت به سایر ماهی‌های خاویار قیمت مناسب‌تری دارد. با این وجود نباید به نسل این ماهی بی‌توجهی کرد. بلکه میزان صید آن باید متناسب با میزان تولید مثل باشد. به‌طوری‌که پس از چند سال شاهد کاهش تولید این ماهی نباشیم. از جمله مواردی که ایران باید به آن توجه کند، جلوگیری از صیدهای غیرمجاز اوزون‌برون ایرانی، جلوگیری از ورود آلاینده‌ها به دریای خزر و رودخانه‌ها است.
نوع دیگری از اوزون‌برون، پرورشی است و جهت بالا بردن ساختار تولید مثل در ماهیان خاویاری امکان تکثیر مصنوعی اوزون‌برون پرورشی به صورت پروژه انجام شد و نتایجی نیز از آن حاصل گردیده‌است.

## نظر فقهی در اسلام
ماهی اوزون‌برون از جمله غذاهایی است که «حلال» یا «حرام» بودن آن همواره محل بحث و جدل و اختلاف میان علما بوده‌است.
محمد هاشمی در مصاحبه‌ای که در روزنامه «شرق» بازنشر شد، گفته بود: «یادم هست تخم خاویار قبل از انقلاب طبق نظر مراجع حرام بود؛ اوایل انقلاب، مرحوم دکتر یدالله سحابی، از رهبران نهضت آزادی، خدمت امام خمینی رسید و ثابت کرد ماهی اوزون‌برون که تخم خاویار در شکم آن است، دارای فلس یا پولک است. امام خمینی هم در پاسخ ایشان فرمودند: خوردن ماهی فلس‌دار مشکل ندارد و حلال است. امام نفرمودند اوزون‌برون فلس دارد؛ فقط گفتند مطابق فقه شیعه، خوردن ماهی فلس‌دار حلال است و دکتر سحابی که متخصص بود، مصداق آن را پیش امام آورد. از آنجا حرمت خاویار برداشته و حلال شد».
پایگاه اسلام کوئست در پاسخ به سؤال یکی از کاربران راجع به حرمت خوردن گوشت اوزون‌برون می‌نویسد: «کسانی که مقلد مراجعی مانند امام خمینی هستند، در صورتی که شک داشته باشند که ماهی خاویار فلس دارد یا نه، می‌توانند برای خوردن استفاده کنند. و اگر مقلد مراجعی هستند که خوردن آن را جایز نمی‌دانند، برای مصارف غیر خوردن خرید و فروش آن اشکال ندارد؛ بنابراین، هر کس در این مسئله باید طبق نظر مرجع تقلید خود عمل نماید.»

## یادداشت
1. ↑  از ترکی آذربایجانی و به معنای درازدَماغ یا درازپوزه
2. ↑  نام گیلکی این ماهی
3. ↑  در فرانسوی Esturgeon و در انگلیسی Sturgeon